# Бурдук Віктор Іванович
Віктор Іванович Бурдук (рос. Виктор Иванович Бурдук; нар. 10 листопада 1957, Балтійськ) — український коваль і скульптор. Заслужений діяч мистецтв України, засновник і керівник Українського ковальського підприємства «Гефест» (Донецьк), голова Гільдії ковалів Донбасу, з 2009 року голова Спілки майстрів ковальського мистецтва України (Спілка Майстрів Ковальського Мистецтва України), представник міста Донецька у Кільці європейських міст-ковалів, Президент Асоціації Дартс Донбасу.
Автор проєктів Парк кованих фігур, бутик-готель «Іспанське подвір'я» і цілої низки інших. Учасник Всесвітньої виставки Міленіум у Ганновері 2000 року.
18 липня 2013 року датовано свідоцтво про державну реєстрацію Творчої спілки ковалів та майстрів художнього металу України. Ініціатором створення цієї всеукраїнської творчої спілки та її головою став Віктор Іванович Бурдук.
Бурдук більшу частину життя жив і працював у Донецьку.

## Міжнародний ковальський фестиваль
Особливе місце у творчості Віктора Бурдука посідає проєкт «Парк кованих фігур». На сьогодні це не тільки єдиний у своєму роді сквер і яскрава пам'ятка Донецька.
«Парк кованих фігур» — це один з найбільших в Україні міжнародних фестивалів ковальського мистецтва. Проводиться щорічно у вересні. Фактично за десяток років створено музей сучасного прикладного мистецтва просто неба, в якому представлено роботи майстрів з усього світу.

## Іспанський дворик

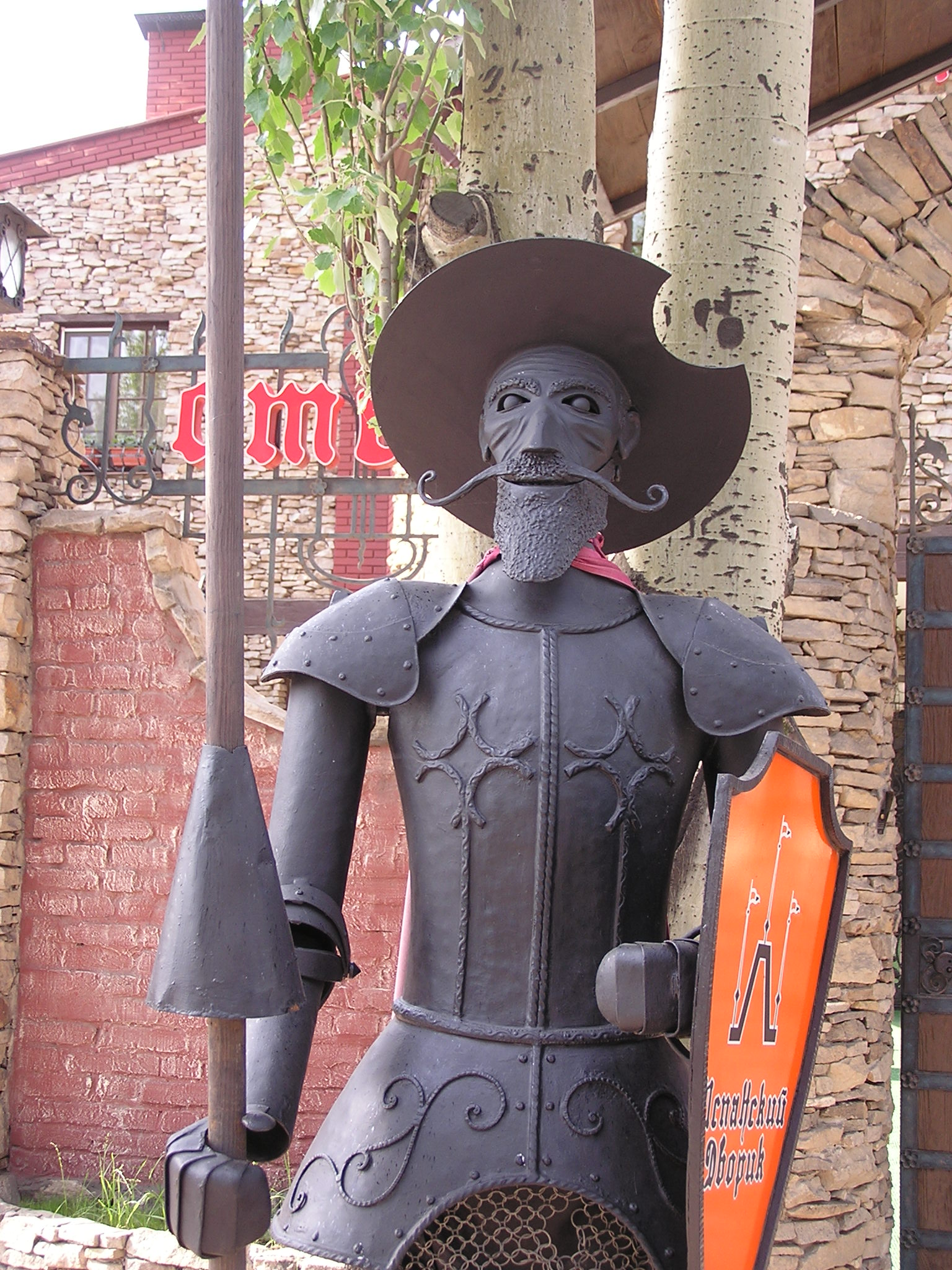
Дон Кіхот біля входу в «Іспанський дворик».

Проєкт Віктора Бурдука «Іспанський дворик» — бутік-готель на 12 номерів і ресторан у Донецьку. В інтер'єрі та меблях готелю активно використані ковальські технології. Ємний, за кількістю ручної та індивідуальної роботи проєкт, — реалізований всього за два роки.

## Дартс
1998 року Віктор Бурдук на прохання федерації дартсу Донецької області виготовив перехідний кубок для Журналістської ліги. Кубок являє собою кований кухоль з відкидною кришкою, який стилізовано як мішень дартс із трьома встромленими дротиками. На оперенні дротиків команди-переможниці гравіювали свої назви. Команда ковальського підприємства «Гефест» брала участь у турнірах «Кованого кухля» і п'ять разів перемагала в них. Пізніше був створений жіночий приз «Кована Троянда», оскільки з'явилася достатня кількість жіночих команд. «Кована Троянда» являє собою троянду, стебло якої переходить у дротик, встромлений у підставку-мішень.
2003 року було засновано Кубок для професійних гравців «Кований дротик», для якого було виготовлено приз у вигляді дротика заввишки 1 метр на підставці у вигляді дартс-мішені, на якому вказується ім'я переможця. У 2004 році турнір став міжнародним. Турнір 2008 року проводився в соляній шахті міста Соледар на глибині 300 метрів.
2010 року, на прохання Асоціації Дартс Донбасу, спеціально для турніру «donbass.NAME-CUP» було виготовлено спеціальний перехідний трофей: півсфера, що символізує планету, зі схематично позначеною Україною; в районі Донбасу встромлено дротик; паралелі та меридіани розкреслено на півкулі як на дошці для гри в дартс. Бувши учасником цього турніру, Віктор Бурдук ставав переможцем двічі: у 2009 і 2010 роках.
26 лютого 2011 року, на Першій відкритій першості Асоціації Дартс Донбасу серед жінок, Віктор Бурдук презентував спеціально виготовлений для цього турніру перехідний приз - «Кубок амазонок». Приз представляє стилізовану дівчину з дротиком у характерній для метання стійці.